# セルゲイ・ナカリャコフ
セルゲイ・ナカリャコフ（Sergei Nakariakov, Сергей Михайлович Накаряков, 1977年 - ）は、ロシアのニジニ・ノヴゴロド生まれの、トランペット奏者・フリューゲルホルン奏者。現在は、フランスに移住しており、イスラエル国籍を取得している。使用楽器はAR Resonance

## 人物・来歴
幼少よりピアノを学んでいたが、9歳の時、交通事故のためにピアノを断念。その後、父親の指導のもとでトランペットを始める。10歳の時にオーケストラと初共演し、1991年ザルツブルク音楽祭でデビューを飾った。15歳でテルデック・インターナショナル（現ワーナー）と専属契約を結びCDデビューする。現在日本ではエイベックスよりCDが発売されている。
デビュー当時、日本のメディアでは、吹奏楽専門誌「バンドジャーナル」（音楽之友社刊）が「トランペットの貴公子」として取り上げた。
2002年10月13日、ナカリャコフはドイツのフォノ・アカデミー主催のECHOクラシック賞最優秀器楽奏者部門に選ばれ、この受賞の模様はドイツのテレビ局ZDFでも放映されている。
2006年5月20日には、イングランドのニューカッスル＝ゲイツヘッドで開催されたBBC主催の2006年若手最優秀演奏家コンクールで審査団の一員も務めている。
新作の初演も盛んに行なっており、2009年11月ハンブルク国立管弦楽団との共演によるクリスチャン・ヨスト作曲のトランペット協奏曲 “PIETA” （チェット・ベーカーに献呈）初演などがある。ヨルグ・ヴィットマンによってナカリャコフのために書かれたトランペット協奏曲 “ad absurdum” は2006年ミュンヘン室内管弦楽団と初演後、各地のオーケストラと演奏。ナカリャコフの超絶技巧と循環呼吸を頭において作曲された同作品は、2007年ビエロフラーヴェク指揮BBC交響楽団とのロンドンのバービカン・ホールでの演奏会においても大成功を収めている。
日本での演奏としては、1998年のNHK朝の連続テレビ小説『天うらら』のテーマ曲「うらら・イン・ザ・スカイ」を演奏。2005年には大河ドラマ『義経』の紀行テーマの演奏が4月から3ヶ月間放送された。また、2001年9月には日本映画『大河の一滴』に出演した一方でテーマ曲も演奏、サウンド・トラックが発売されている。